# Pistou

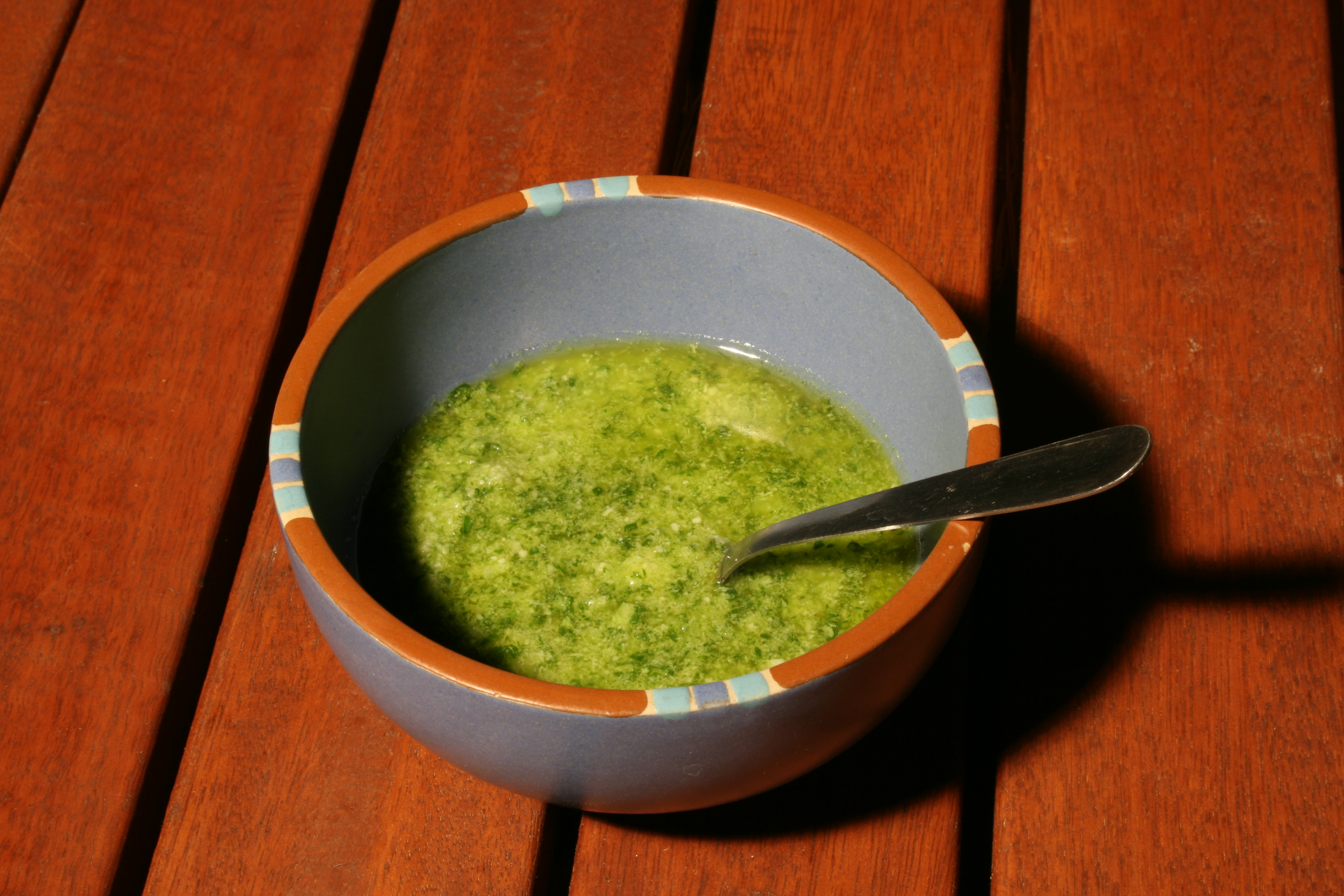
Uma tigela com pistou

Pistou (provençal: pisto (clássico), ou pistou (mistraliano), pronunciado [ˈpistu]), ou molho pistou, é um molho frio provençal feito a partir de dentes de alho, manjericão fresco e azeite. É um pouco semelhante ao molho pesto da Ligúria, mas sem queijo. Algumas versões modernas da receita incluem queijos.

## Etimologia e história
No dialeto provençal da línga occitana, pistou significa "socado".
O molho é semelhante ao pesto Genovês, que é tradicionalmente feito com alho, manjericão, pinhões, queijo pecorino sardo, e azeite, esmagados e misturados com um almofariz e um pilão. A principal diferença entre o pistou e pesto é a ausência de quejios no primeiro.

## Uso

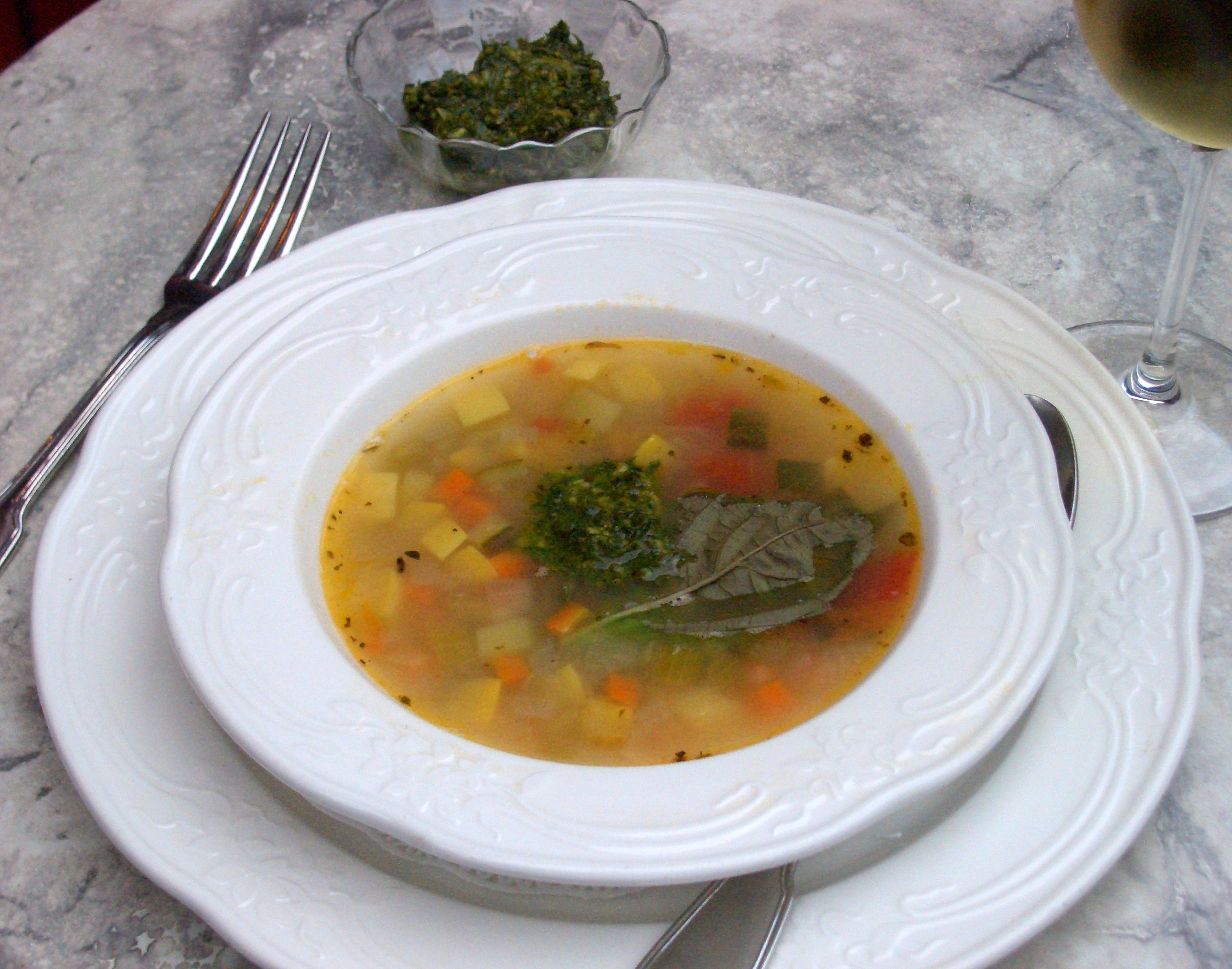
Soupe au pistou (sopa de pistou)

Pistou é um condimento típico da região da Provença, na França, mais frequentemente associado com o prato Provençal soupe au pistou, que se assemelha ao minestrone e que pode incluir feijão-branco, feijão-verde, tomate, abóbora, batata e massas. O pistou é incorporado à sopa pouco antes de servir.
O queijo gruyère é usado em Nice. Em algumas regiões, substituem-no pelo queijo de leite de ovelha. Qualquer que seja o queijo usado, é preferível que não seja um queijo "pegajoso", de modo que quando se dissolve em um líquido quente (como a sopa de pistou, por exemplo), ele não se derreta em longos fios.